# زمین‌لرزه ۱۱ مه ۱۹۴۸ پرو
زمین‌لرزه پرو  در تاریخ ۱۱ مه ۱۹۴۸ میلادی، برابر با ‎۲۱ اردیبهشت ۱۳۲۷، ساعت ۸:۵۵:۴۱ به زمان یوتی‌سی در پرو رخ داد. ژرفای این زلزله ۷۰ کیلومتر بود. بزرگی آن ۷٫۴ در مقیاس mB اعلام شده‌است. زمین‌لرزه به وقت محلی در روز سه‌شنبه، ساعت ۳ روی داده و منطقه زمانی آن یوتی‌سی -۵ بوده‌است .
سازمان زمین‌شناسی آمریکا نیز جای این زمین‌لرزه را در مختصات ۱۷°۲۴′جنوبی ۷۱°۰۰′غربی / ۱۷٫۴°جنوبی ۷۱°غربی و بزرگی آنرا برابر با ۷٫۱ در مقیاس ریشتر اعلام کرده‌است. ژرفای گزارش شده از سوی این سازمان ۶۰ کیلومتر می‌باشد.
شمار کشتگان زلزله حدود ۴ نفر بوده‌است.تعداد زخمیان ۵۰ نفر برآورده شده‌است.